# Alhandra (vila)
Alhandra é uma vila portuguesa sede da Freguesia de Alhandra, São João dos Montes e Calhandriz, no Município de Vila Franca de Xira.
Alhandra foi elevada à categoria de vila pelo Lei n.º 61/97 de 1997-07-12.
A vila de Alhandra foi sede de um concelho extinto em 1855. Este concelho era constituído pelas freguesias de Alhandra, Calhandriz e São João dos Montes. Tinha, em 1801, 3 496 habitantes e, em 1849, 3 182 habitantes. Foi sede também da Freguesia de Alhandra que foi extinta (agregada) para dar origem à atual União de Freguesias de Alhandra, São João dos Montes e Calhandriz.
Tem por orago São João Baptista.

## Património
- Casa - Museu Dr. Sousa Martins
- Praça Soeiro Pereira Gomes
- Coreto de Alhandra
- Igreja Matriz de Alhandra
- Teatro Salvador Marques

## Personalidades
- Afonso de Albuquerque (1462-1515), "o leão dos mares", governador da Índia;
- Visconde de Alhandra e Conde de Alhandra
- José Tomás de Sousa Martins (1843-1897), médico que residiu na vila de Alhandra.
- Soeiro Pereira Gomes (1909-1949), nascido em Gestaçô, no Porto, muda-se para Alhandra (vila) após ter regressado de África.
- Baptista Pereira, nadador internacional
- Albano Jerónimo ator português, nasceu em Alhandra (1979)

## Colectividades
- Sociedade Euterpe Alhandrense
- Comissão para a reabilitação do Teatro Salvador Marques